# 松永久通
松永久通（1543年2月11日（『系圖纂要』）－1577年11月19日）是日本戰國時代至安土桃山時代武將。父親是松永久秀。本名義久。通稱彦六、右衛門大夫、右衛門佐、金吾。官位是從五位下右衛門佐。正室是十市遠勝的女兒。

## 生平
在天文12年（1543年）出生，三好氏家臣松永久秀的嫡男。很早就開始跟隨父親，在永祿6年（1563年）被讓予家督並成為大和國多聞山城城主，同年閏12月，敘任從五位下右衛門佐。翌年（1564年）6月22日，跟隨主君三好長慶的姪兒兼養嗣子三好義繼上洛，在23日謁見室町幕府第13代將軍足利義輝，不過在永祿8年（1565年），代替父親與三好三人眾和義繼一同在二條御所暗殺義輝（永祿之變）。
同年，父親久秀與三人眾的內戰開始。永祿9年（1566年）5月，在父親出征時守備多聞山城。永祿10年（1567年）4月，於父親復歸前，一直與三人眾派的筒井順慶於大和纏鬥。永祿11年（1568年），織田信長擁立義輝的弟弟足利義昭成為第15代將軍並上洛，於是與父親一同向信長降伏，成功保持在大和的領地。此後，在信長包圍網形成時，與父親一同背叛信長，不過在天正元年（1573年）因為多聞山城被織田軍攻擊而再次降伏。
天正3年（1575年）7月，迎十市遠勝的女兒為妻並移至龍王山城，不過因為大和守護原田直政的命令下，在天正4年（1576年）3月攻陷妻子的叔父十市遠長的十市城。同年5月，參加進攻石山本願寺（石山合戰），原田直政在天王寺之戰中戰死，當時亦流傳久通戰死的消息（『多聞院日記』）。
天正5年（1577年）10月，跟隨父親再次背叛信長，與父親一同在信貴山城自殺（信貴山城之戰），另有一說順利逃出信貴山城，但在逃往大坂途中遭雜兵殺害（『老人雜話』）。被留在織田家當作人質的2個兒子（分別是14歳和12歳）在信貴山城被攻陷前，於京都六條河原被處刑（『兼見卿記』、『信長公記』）。
一説指還有1個兒子彦兵衛（一丸），子孫後代有海軍中將松永貞市、海軍大尉松永市郎、i-mode的開發者松永真理等。